# Andreas Aigner
Andreas Aigner (ur. 24 września 1984 w Loeben) – austriacki kierowca rajdowy startujący w Rajdowych Mistrzostwach Świata. Jego pilotem jest Niemiec Klaus Wicha. 
Aigner uczył się jako mechanik samochodowy. W 2004 roku w Austrii i Niemczech odbył się casting na kierowcę rajdowego organizowany przez Red Bulla - Red Bull Driver Search. Tam młody Austriak przekonał jury i został wybrany do nowego zespołu pokonując ponad 400 konkurentów. 
W swoim pierwszym sezonie Aigner szlifował rzemiosło rajdowe pod okiem Armina Schwarza i Raimunda Baumschlagera. Austriak w latach 2004-2005 brał udział w kilku europejskich rajdach zaliczanych do narodowych mistrzostw. W mistrzostwach świata zadebiutował podczas Rajdu Cypru 2005, gdzie jadąc Mitsubishi Lancerem zdobył 6. miejsce w swojej klasie.
W sezonie 2006 awansował do zespołu Red Bull Škoda Team. Wystartował w dziesięciu eliminacjach mistrzostw świata w Škodzie Fabii WRC. Najlepszy wynik osiągnął podczas Rajdu Niemiec, gdzie zanotował 6. miejsce.
Po tym sezonie Škoda zakończyła działalność zespołu, jednak Aignerowi pozostało wsparcie Red Bulla i Austriak startował w mistrzostwach świata samochodów produkcyjnych (Production WRC) samochodem Mitsubishi Lancer Evolution. Ten program startów kontynuował również w sezonie 2008 co zaowocowało zdobyciem przez niego mistrzostwa świata kategorii PWRC.

## Starty w rajdach WRC
| Sezon | Zespół                     | Samochód                   | 1      | 2       | 3      | 4             | 5          | 6         | 7             | 8         | 9         | 10              | 11            | 12        | 13        | 14        | 15            | 16        | Punkty | Miejsce |
| ----- | -------------------------- | -------------------------- | ------ | ------- | ------ | ------------- | ---------- | --------- | ------------- | --------- | --------- | --------------- | ------------- | --------- | --------- | --------- | ------------- | --------- | ------ | ------- |
| 2005  | Red Bull Rally Junior Team | Mitsubishi Lancer Evo VIII | Monako | Szwecja | Meksyk | Nowa Zelandia | Włochy     | 19        | NU            | Grecja    | Argentyna | Finlandia       | NU            | 25        | Japonia   | Francja   | Hiszpania     | Australia | 0      | -       |
| 2006  | Red Bull Škoda Team        | Škoda Fabia WRC            | 13     | NU      | Meksyk | 13            | 15         | Argentyna | 13            | 14        | 6         | Finlandia       | Japonia       | NU        | 10        | Australia | Nowa Zelandia | NU        | 3      | 23.     |
| 2007  | Red Bull Rally Team        | Mitsubishi Lancer Evo IX   | NU     | 30      | 20     | 24            | Portugalia | 17        | Włochy        | 16        | Finlandia | Niemcy          | Nowa Zelandia | 19        | 32        | Japonia   | NU            | 28        | 0      | -       |
| 2008  | Red Bull Rally Team        | Mitsubishi Lancer Evo IX   | Monako | 31      | Meksyk | 8             | Jordania   | Włochy    | 14            | 11        | NU        | Niemcy          | NU            | Hiszpania | Francja   | Japonia   | 13            |           | 1      | 20.     |
| 2012  | Proton Motorsport          | Proton Satria Neo S2000    | Monako | Szwecja | Meksyk | Portugalia    | Argentyna  | Grecja    | Nowa Zelandia | Finlandia | Niemcy    | Wielka Brytania | 29            | Włochy    | Hiszpania |           |               |           |        |         |

### Starty w SWRC
| Sezon | Zespół            | Samochód                | 1   | 2   | 3   | 4   | 5   | 6   | 7     | 8   | 9 | 10 | Punkty | Miejsce |
| ----- | ----------------- | ----------------------- | --- | --- | --- | --- | --- | --- | ----- | --- | - | -- | ------ | ------- |
| 2012  | Proton Motorsport | Proton Satria Neo S2000 | MCO | SWE | POR | NZL | FIN | GBR | FRA 4 | ESP |   |    | 12     | 11.     |